# Oblast Voronezj
De oblast Voronezj (Russisch: Воронежская Область, Voronezjskaja oblast) is een oblast (bestuurlijke eenheid) van Rusland.
Het ligt in het zuidwesten van Rusland, ongeveer 500 tot 600 km ten zuiden van Moskou. De rivier Don stroomt door de oblast.
Belangrijkste economische sectoren zijn de vliegtuigbouw, voedselverwerking en de chemische industrie. De vruchtbare bodem maakt intensieve landbouw mogelijk.
De gelijknamige hoofdstad Voronezj is met 850.000 inwoners tevens de grootste stad van de oblast. Andere grote steden zijn Borisoglebsk, Liski (vroeger Georgioe-Dezj) en Rossosj.

## Grote plaatsen

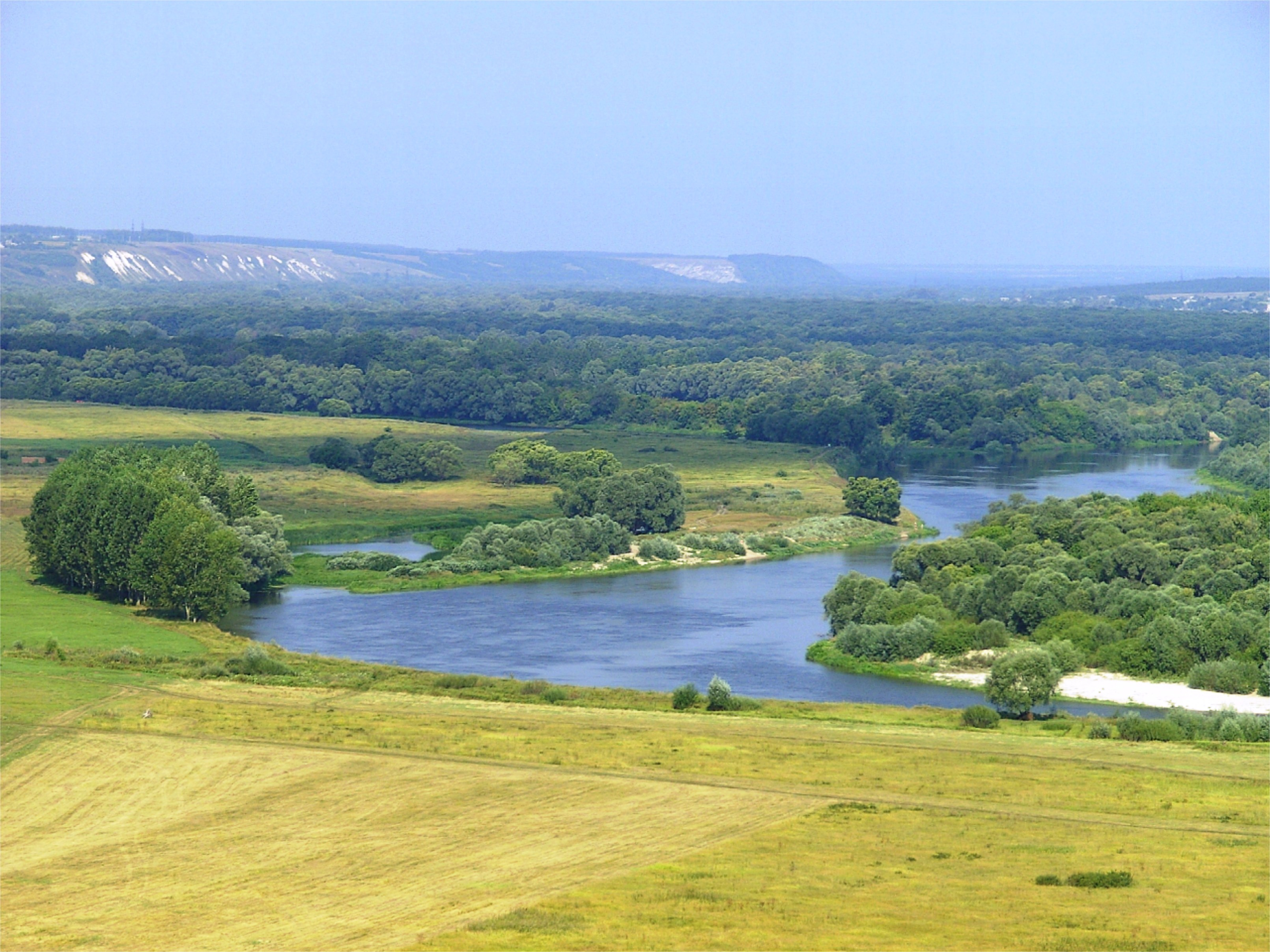
Oblast Voronezj

## Demografie
| 1926      | 1939      | 1959      | 1970      | 1979      | 1989      | 2002      |
| --------- | --------- | --------- | --------- | --------- | --------- | --------- |
| 2.525.000 | 2.710.000 | 2.369.000 | 2.527.000 | 2.478.000 | 2.470.000 | 2.378.800 |